# Tommaso Portinari

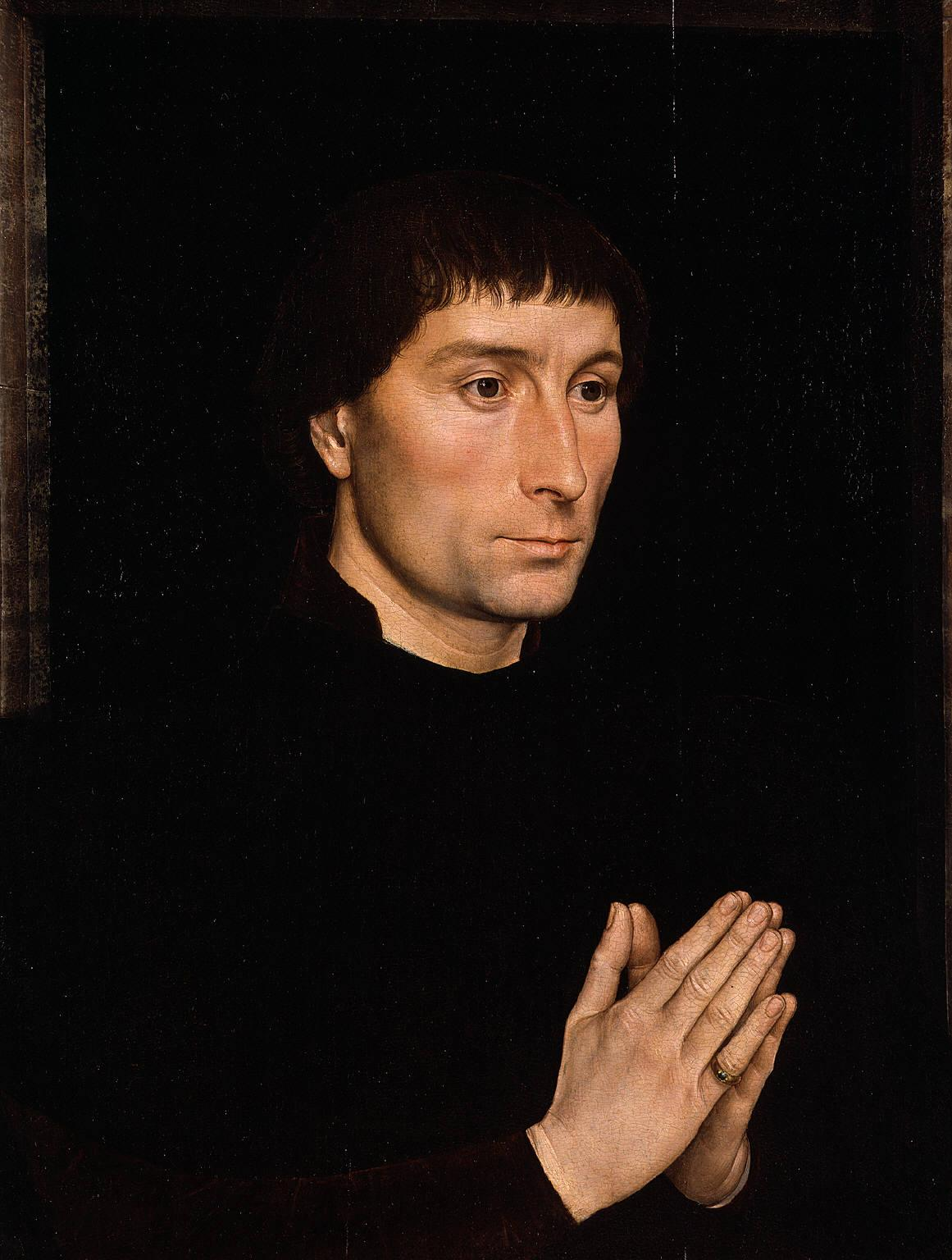
Hans Memling, Ritratto di Tommaso Portinari

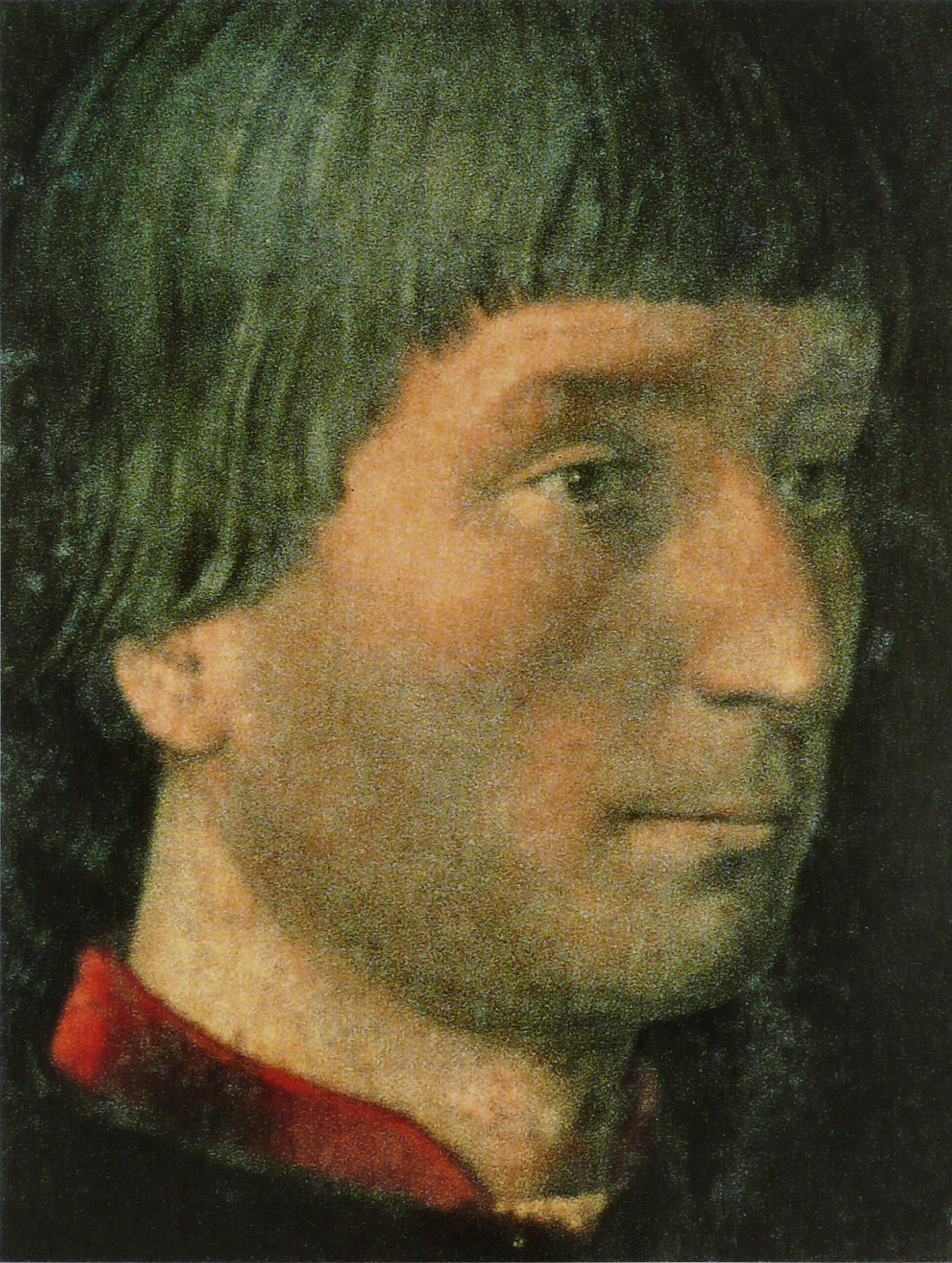
Hugo van der Goes, Tommaso Portinari, dettaglio del Trittico Portinari

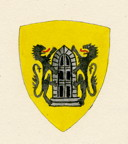
Stemma Portinari

Tommaso Portinari (Firenze, 1424 – Firenze, 15 febbraio 1501) è stato un banchiere e mecenate italiano, rappresentante del Banco dei Medici nella filiale di Bruges. Egli fu un membro della famiglia fiorentina dei Portinari.

## Biografia
Già il padre di Tommaso era stato un importante collaboratore della famiglia Medici, e alla sua morte, nel 1431, Tommaso ed i suoi fratelli vennero accolti nella casa di Cosimo de' Medici.
Tommaso fu alle dipendenze del Banco dei Medici a Bruges per più di 25 anni, ma non raggiunse mai livelli più elevati di vice direttore, sembra per espresso volere di Cosimo de' Medici che non credeva in lui. A Bruges conduceva una vita appariscente e sontuosa, arrivando perfino, come riporta il cronista Olivier de la Marche, a far parte degli invitati alle nozze di Carlo il Temerario nel 1468. Qui il Portinari si presentò con un corteo di ventun mercanti e finanzieri fiorentini, preceduti da sessanta servitori e quattro paggi a cavallo. 
Dopo la morte di Cosimo, divenne direttore ed azionista all'età di 40 anni, scalzando il rivale Angelo Tani. Quando Francesco Sassetti, nel 1471, rimosse il bando di vecchia data sui prestiti ad ufficiali secolari, Portinari usò la sua posizione per erogare grossi prestiti non garantiti ed estremamente rischiosi a Carlo il Temerario, in cambio della riscossione del dazio sui prodotti lanieri; prestiti che non vennero mai rimborsati e crearono grossi dissesti nei bilanci della banca. Egli prestò inizialmente 6 000 groat, più del doppio del capitale della filiale fiamminga; il prestito crebbe presto con gli interessi raggiungendo il valore di 9 500 groat nel 1478. A seguito dei suoi buoni servigi resi al re, Portinari divenne il consigliere favorito di Carlo il Temerario. Alla morte del re in battaglia, il prestito divenne immediatamente inesigibile. Altro cattivo affare fu il prestito all'arciduca Massimiliano d'Austria, il successore di Carlo che rimborsò poi una piccola parte del prestito.
Egli fu imputato nella contesa legale "Ruffini contro Portinari", uno dei primi esempi di cause legali (nel 1455) trattate con la separazione fra rami di azienda e responsabilità legale: venne chiamato in giudizio dal milanese Damiano Ruffini per "imballaggio difettoso di nove balle di lana comprate dal querelante presso il ramo dei Medici a Londra. L'imputato indicò che le balle non appartennero mai al ramo di Bruges e che il querelante avrebbe dovuto citare in giudizio il ramo londinese della banca." Portinari testimoniò che i due rami erano giuridicamente e commercialmente separati, apparentemente persuadendo il giudice che negò la condanna richiesta da Ruffini, ma riconoscendo il suo diritto di citare in giudizio il direttore del ramo londinese della banca. 
Problemi finanziari nella vendita di allume del cartello societario Papa-Medici, cattivi investimenti su due navi, una affondata e l'altra catturata dai corsari, insieme all'ancora vivo ricordo del prestito a Carlo il Temerario, portarono i Medici a separarsi dal Portinari nel 1478, quando sciolsero unilateralmente la società. Due anni dopo la filiale di Bruges veniva definitivamente chiusa. Portinari tentò di avviare una sua banca ma i tentativi andarono a vuoto; i suoi servigi passati ai Medici ed al Ducato di Borgogna vennero dimenticati, ed egli morì in povertà. I suoi nipoti Folco e Benedetto difesero poi gli interessi di famiglia al processo per il rimborso delle perdite della galea San Matteo, intercettata dai corsari.

## Matrimonio e discendenza

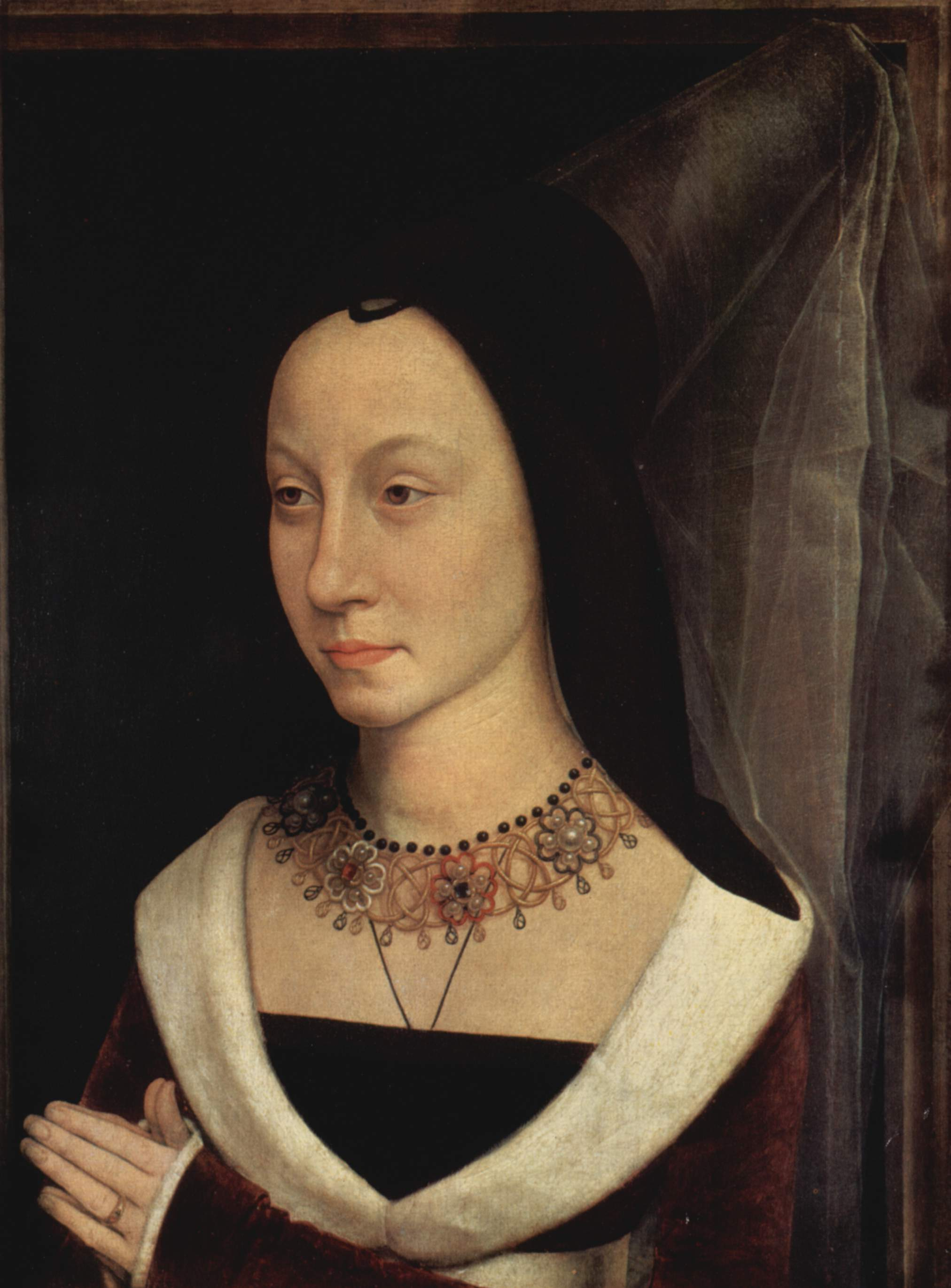
Hans Memling, Ritratto di Maria Portinari

Nel 1470 sposò Maria di Francesco Bandini Baroncelli (1456-1495), parente del sicario che uccise Giuliano de' Medici nella congiura dei Pazzi. Da lei ebbe dieci figli:
- Maria (1471-?), monaca dal 1482
- Antonio (1472-?),
- Pigello (1474-?),
- Guido (1476-?),
- Margherita (1475-?), sposò nel 1495 Lorenzo Martelli
- Francesco (1478-?), chierico
- Dianora (1479-dopo il 1547[5]), sposò nel 1498[6] Cornelio Altoviti (?-1504)
- Giovanni Battista (1485-?)
- Gherardo
- Folco

## Mecenatismo
Mentre era all'apice della carriera, si fece ritrarre in dipinti di natura religiosa. Uno dei suoi trittici è visibile oggi a Firenze, il Trittico Portinari. Nel commissionare le opere volle competere con il suo predecessore Angelo Tani, che aveva commissionato il Giudizio Universale di Hans Memling. Al maestro tedesco Tommaso aveva commissionato un ritratto suo e della moglie Maria Baroncelli, oggi al Metropolitan Museum, e forse la Passione di Torino, nonché altre opere perdute. 
Pare del resto che l'anima dell'uomo che è sul piatto più pesante della bilancia di San Michele nella rappresentazione del Giudizio Universale di Memling fosse anch'essa un ritratto di Portinari. Questo dipinto, destinato ad una chiesa fiorentina, fu dirottato dai pirati del Mar Baltico a Danzica. Sulla stessa galea viaggiavano anche due pale d'altare di Tommaso.